# Líšná (Šumavské podhůří)
Líšná (578 m n. m.) je výrazný kopec v Šumavském podhůří, západně od města Rabí, asi 8 km severovýchodně od Sušice. Leží v přírodním parku Buděticko.
Jedná se o jeden z izolovaných výchozů krystalických vápenců vystupujících nad rulovým a pararulovým podložím podél řeky Otavy mezi Sušicí a Horažďovicemi. Vápencové vrchy se podílejí na typickém rázu zdejší krajiny, kromě Líšné jsou to kopce Svat (648 m), Chanovec (555 m) a nejvyšší bod oblasti Čepičná (671 m). Z geologického hlediska je Líšná součástí sušicko-votického pruhu pestré série moldanubika. Oblast je charakteristická mocnými polohami (300 – 400 m) velmi čistých hrubozrnných dolomitických mramorů, což je největší mocnost z celé oblasti pestré série jihočeského moldanubika. Na jihozápadním úbočí Líšné se nacházejí dva opuštěné tříetážové lomy, kde se těžil mramor. Těžební činnost je pozastavena od roku 1984. V jižněji položeném lomu Rabí se nachází lomové jezero.
Na nižším jižním vrcholu (556 m n. m.) kopce Líšná se nachází zbytky obvodového zdiva kostela Všech svatých. Jednalo se o malou stavbu, která mohla sloužit jako hláska hradu Rabí, jelikož má významnou strategickou polohu. Od kostelíku směrem na západ k Sušici se krajina otevírá a poskytuje tak dobrý výhled na okolí. Poprvé je kostelík zmíněn na vedutě Jana Willenberga z roku 1602, o jakékoliv starší historii kostela nejsou žádné záznamy.
Na vrcholu Líšné údajně měl svoji poustevnu poustevník Vintíř, který do Čech přišel z Bavorska. Vintíř se snad spolupodílel na založení újezdního kláštera benediktinů v nedalekých Nezamyslicích. Po Vintířovi je rovněž pojmenována studánka na jihozápadním úpatí Líšné. Záhy Vintíř oblast Rabí opustil a usadil se u Dobré Vody na Šumavě. Přímé doklady Vintířova působení na Líšné však chybějí, a tak nelze vyloučit, že se jedná pouze o pověst stvořenou po třicetileté válce jezuitou Albertem Chanovským, jehož rodu tehdy patřil blízký hrad Rabí. Chanovský uvádí, že Vintíř jel na oslu do Břevnova, aby se tam stal opatem, ovšem osel se na kopci Líšná, v místě, kde byl později postaven kostel Všech svatých, zabořil do kamene, takže dále jít nemohl.